# Бенгтссон, Эдди
Лейф Эдди Бенгтссон (швед. Leif Eddy Bengtsson; 30 апреля 1979, Гётеборг) — шведский борец греко-римского стиля, представитель супертяжёлой весовой категории. Выступал за национальную сборную Швеции по греко-римской борьбе в конце 1990-х — середине 2000-х годов, участник двух летних Олимпийских игр. Также в период 2008—2012 годов дрался на профессиональном уровне в ММА.

## Биография
Эдди Бенгтссон родился 30 апреля 1979 года в городе Гётеборге лена Вестра-Гёталанд. Активно заниматься борьбой начал с раннего детства, проходил подготовку в Стокгольме в столичном спортивном клубе «Спорвегенс».
Первого серьёзного успеха на взрослом международном уровне добился в сезоне 1998 года, когда вошёл в основной состав шведской национальной сборной и побывал на чемпионатах Европы и мира, где занял в супертяжёлой весовой категории двенадцатое и семнадцатое места соответственно. Благодаря череде удачных выступлений удостоился права защищать честь страны на летних Олимпийских играх 2000 года в Сиднее — в супертяжёлом весе выиграл только один поединок и не сумел пробиться в полуфинальную стадию, устпив на групповом этапе белорусу Дмитрию Дебелке, который впоследствии взял на Играх бронзу.
После сиднейской Олимпиады Бенгтссон остался в основном составе борцовской команды Швеции и продолжил принимать участие в крупнейших международных турнирах. Так, в 2001 и 2002 годах он дважды подряд занимал тринадцатое место на европейских первенствах, в 2003 году был девятым, тогда как в 2004 году остановился в шаге от призовых позиций, показав пятый результат. Находясь в числе лидеров шведской национальной сборной, благополучно прошёл отбор на Олимпийские игры 2004 года в Афинах — сумел выиграть один поединок, но в двух проиграл, в частности с разгромным счётом 1:7 потерпел поражение от представителя Казахстана Георгия Цурцумии, который в итоге стал серебряным призёром Игр. Вскоре по окончании этих соревнований принял решение завершить карьеру греко-римского борца.
В течение некоторого времени пробовал выступать в грэпплинге — в 2009 году боролся на чемпионате мира ADCC в Барселоне. Также в 2008 году начал карьеру бойца смешанного стиля, одержав три победы в рамках местного шведского промоушена The Zone FC. Наибольшую известность в ММА получил благодаря двум боям в России, когда встретился с двумя титулованными российскими тяжеловесами Алексеем Олейником и Александром Емельяненко. Обоим проиграл, Олейнику уступил сдачей во втором раунде на турнире в Новосибирске, тогда как Емельяненко на турнире организации ProFC в Москве нокаутировал его за 40 секунд. В дальнейшем Бенгтссон с попеременным успехом продолжал драться в различных других промоушенах, но какого-то выдающегося успеха не добился.
В 2012 году вернулся в греко-римскую борьбу и пытался отобраться на Олимпийские игры в Лондоне, но не смог этого сделать из-за слишком высокой конкуренции. По окончании сезона объявил о завершении спортивной карьеры.

## Статистика в профессиональном ММА
| Боёв 10  | Побед 6 | Поражений 4 |
| -------- | ------- | ----------- |
| Нокаутом | 2       | 3           |
| Сдачей   | 4       | 1           |
| Решением | 0       | 0           |

| Результат | Рекорд | Соперник              | Способ             | Турнир                        | Дата            | Раунд | Время | Место                | Примечание |
| --------- | ------ | --------------------- | ------------------ | ----------------------------- | --------------- | ----- | ----- | -------------------- | ---------- |
| Поражение | 6–4    | Дмитрий Побережец     | KO (удар рукой)    | The Zone FC 11: Survival      | 10 ноября 2012  | 1     | N/A   | Гётеборг, Швеция     |            |
| Победа    | 6–3    | Джей Мортимор         | Сдача (удушающий)  | CWFC: Fight Night 6           | 24 мая 2012     | 1     | 2:46  | Мадинат-Иса, Бахрейн |            |
| Победа    | 5–3    | Василий Качан         | Сдача (гильотина)  | The Zone FC: Demolition       | 6 мая 2012      | 1     | 0:33  | Гётеборг, Швеция     |            |
| Поражение | 4–3    | Дейв Кили             | KO (удары локтями) | Cage Warriors 45              | 18 февраля 2012 | 1     | 4.40  | Лондон, Англия       |            |
| Победа    | 4–2    | Иштван Кальмар        | Сдача (кимура)     | The Zone FC: Unbreakable      | 7 мая 2011      | 1     | 0:50  | Гётеборг, Швеция     |            |
| Поражение | 3–2    | Александр Емельяненко | KO (удар рукой)    | ProFC - Commonwealth Cup 2010 | 23 апреля 2010  | 1     | 0:40  | Москва, Россия       |            |
| Поражение | 3–1    | Алексей Олейник       | Сдача (удары)      | IAFC: Кубок мэра 2009         | 27 ноя 2009     | 2     | 2:20  | Новосибирск, Россия  |            |
| Победа    | 3–0    | Ивайло Марков         | Сдача (болевой)    | The Zone FC: Dynamite         | 7 ноя 2009      | 1     | 1:58  | Гётеборг, Швеция     |            |
| Победа    | 2–0    | Владимир Кученко      | TKO (удары руками) | The Zone FC: Dynamite         | 25 апреля 2009  | 1     | 3:17  | Гётеборг, Швеция     |            |
| Победа    | 1–0    | Энди Хилхауз          | TKO (удары руками) | The Zone FC: Shockwave        | 8 ноя 2008      | 1     | 1:20  | Гётеборг, Швеция     |            |